# Z przygodą na ty
Z przygodą na ty – polski serial telewizyjny dla młodzieży, zrealizowany w 1966 roku. 
Serial opowiada o różnych przygodach, jakie przeżywają młodzi harcerze w czasie swoich wycieczek.

Plenery kręcone w Kazimierzu Dolnym.

## Lista odcinków
1. Nauczka
2. W potrzasku
3. Potwór z czarnego jeziora
4. Biwak
5. Monety
6. Wyprawa odważnych
7. Czarny rycerz

## Obsada
- Janusz Smoliński − Jasio
- Mariusz Czaplicki − Marek
- Józef Frątczak − Józio
- Grzegorz Roman − harcerz
- Halina Billing − matka Marka
- Antoni Żukowski − ojciec Marka
- Halina Pawłowicz − sąsiadka Marka
- Aleksander Fogiel − leśniczy
- Michał Szewczyk − Józek, pomocnik leśniczego
- Czesław Przybyła − kłusownik
- Henryk Staszewski − mężczyzna zbierający chrust
- Zbigniew Józefowicz − profesor ornitolog
- Jerzy Szpunar − ornitolog
- Bogdan Izdebski − Boguś
- Andrzej Berestowski − harcerz
- Jerzy Skolimowski − harcerz
- Ludwik Benoit − młynarz
- Jan Paweł Kruk − drużynowy
- Alicja Zommer − kustosz zamku
- Andrzej Herder − nauczyciel
- Jerzy Zygmunt Nowak − aktor w przedstawieniu
- Piotr Wawszkiewicz